# Honfoglaló Szövetség (kvízműsor)
A Honfoglaló Szövetség Magyarország első YouTube-ra készült kvízműsora. Az azonos című internetes kvízjáték alapján készítették. Az első epizódot 2019. augusztus 22-én mutatták be a YouTube-on. Műsorvezetői Nessaj, Gundel Takács Gábor, Kovács Áron és Varga Izabella.

## Játékmenete
A játékot két játékos játssza (kék és zöld) a műsorvezetővel, aki a Sötét Nagyúr szerepét ölti magára (fekete). A játékosok felváltva területet választanak, amíg csak az el nem fogy. Utána a két játékosnak kérdésekre kell válaszolnia. A kérdéseket megbeszélhetik – adott időn belül – és meg kell jelölniük a választ. Akár két külön választ is megjelölhetnek. Ha mindketten ugyanarra a válaszra nyomtak és az helyes, akkor elvehetnek két területet a Nagyúrtól, de egyet vissza is fog foglalni. Ha csak az egyik jelölte meg a jó választ, akkor csak ő támadhatja meg a feketét, de a fekete is foglalhat. Ha rossz a válasz, akkor a fekete támadhat. A játék két módon érhet véget. Az egyik, ha a Sötét Nagyúr elfoglal egy várat, a másik pedig, ha egy játékos legyőzi a Nagyurat.

## Évadok
| Évad | Évad | Adások száma | Évadpremier         | Évadzáró           | Műsorvezető(k)                                        | Eredeti adó |
| ---- | ---- | ------------ | ------------------- | ------------------ | ----------------------------------------------------- | ----------- |
|      | 1.   | 24           | 2019. augusztus 22. | 2020. február 6.   | Nessaj Gundel Takács Gábor Kovács Áron Varga Izabella |             |
|      | 2.   | 20           | 2020. február 13.   | 2020. december 17. | Nessaj Gundel Takács Gábor Kovács Áron Varga Izabella |             |
|      | Kk   | 8            | 2019. augusztus 30. | 2020. május 15.    | Nessaj                                                |             |

## Epizódok

### Első évad
| #   | #   | Játékosok     | Játékosok          | Műsorvezető         | Nyertes       | Premier              |
| #   | #   | Zöld          | Kék                | Sötét Nagyúr        | Nyertes       | Premier              |
| --- | --- | ------------- | ------------------ | ------------------- | ------------- | -------------------- |
| 1.  | 1.  | Ungdani       | Carnor             | Nessaj              | Szövetségesek | 2019. augusztus 22.  |
| 2.  | 2.  | TheVR Pisti   | TheVR Jani         | Nessaj              | Szövetségesek | 2019. szeptember 5.  |
| 3.  | 3.  | Mr. Vasovski  | Dulin Tímea        | Gundel Takács Gábor | Szövetségesek | 2019. szeptember 12. |
| 4.  | 4.  | Milán         | Felicián           | Kovács Áron         | Sötét Nagyúr  | 2019. szeptember 19. |
| 5.  | 5.  | Király Zsolt  | Dér Heni           | Varga Izabella      | Szövetségesek | 2019. szeptember 26. |
| 6.  | 6.  | Erzsi         | Bence              | Nessaj              | Sötét Nagyúr  | 2019. október 3.     |
| 7.  | 7.  | Szentesi Éva  | Herczeg Zoltán     | Kovács Áron         | Sötét Nagyúr  | 2019. október 10.    |
| 8.  | 8.  | Nóra          | Flóra              | Gundel Takács Gábor | Szövetségesek | 2019. október 17.    |
| 9.  | 9.  | Luigi         | Bay Éva            | Varga Izabella      | Sötét Nagyúr  | 2019. október 24.    |
| 10. | 10. | Deav          | Kaci               | Nessaj              | Szövetségesek | 2019. október 31.    |
| 11. | 11. | Polyák Lilla  | Gömöri András Máté | Gundel Takács Gábor | Sötét Nagyúr  | 2019. november 7.    |
| 12. | 12. | Angyal András | Molnár Andrea      | Nessaj              | Szövetségesek | 2019. november 14.   |
| 13. | 13. | Zoli          | Tomi               | Kovács Áron         | Sötét Nagyúr  | 2019. november 21.   |
| 14. | 14. | Peti          | Tibi               | Nessaj              | Szövetségesek | 2019. november 28.   |
| 15. | 15. | Danics Dóra   | Bach Szilvia       | Varga Izabella      | Szövetségesek | 2019. december 5.    |
| 16. | 16. | Laci          | Peti               | Gundel Takács Gábor | Sötét Nagyúr  | 2019. december 12.   |
| 17. | 17. | Bebe          | Ákos               | Kovács Áron         | Sötét Nagyúr  | 2019. december 19.   |
| 18. | 18. | Walrusz       | Brown              | Nessaj              | Sötét Nagyúr  | 2019. december 26.   |
| 19. | 19. | Joey          | Zoli               | Gundel Takács Gábor | Szövetségesek | 2020. január 2.      |
| 20. | 20. | Náray Erika   | Peller Károly      | Varga Izabella      | Szövetségesek | 2020. január 9.      |
| 21. | 21. | Lukács Miklós | Peller Anna        | Kovács Áron         | Szövetségesek | 2020. január 16.     |
| 22. | 22. | Tibi          | Csabi              | Gundel Takács Gábor | Sötét Nagyúr  | 2020. január 23.     |
| 23. | 23. | -             | -                  | -                   | [ 4 ]         | -                    |
| 24. | 24. | Zoli          | Gero               | Kovács Áron         | Sötét Nagyúr  | 2020. február 6.     |

### Második évad
| #   | #   | Játékosok      | Játékosok        | Műsorvezető         | Nyertes       | Premier              |
| #   | #   | Zöld           | Kék              | Sötét Nagyúr        | Nyertes       | Premier              |
| --- | --- | -------------- | ---------------- | ------------------- | ------------- | -------------------- |
| 25. | 1.  | Tünde          | Zrdobota Patrik  | Gundel Takács Gábor | Sötét Nagyúr  | 2020. február 13.    |
| 26. | 2.  | Krissz         | Nessaj           | Varga Izabella      | Sötét Nagyúr  | 2020. február 20.    |
| 27. | 3.  | Qka MC         | Ricsipí          | Kovács Áron         | Sötét Nagyúr  | 2020. február 27.    |
| 28. | 4.  | Czutor Zoltán  | Előd Álmos       | Nessaj              | Szövetségesek | 2020. március 5.     |
| 29. | 5.  | Wéber Gábor    | Szujó Zoltán     | Gundel Takács Gábor | Szövetségesek | 2020. március 12.    |
| 30. | 6.  | Csonka András  | Balázs Andrea    | Varga Izabella      | Sötét Nagyúr  | 2020. március 26.    |
| 31. | 7.  | Szolnoki Péter | Harsányi Levente | Kovács Áron         | Szövetségesek | 2020. április 9.     |
| 32. | 8.  | Kautzky Armand | Kökényessy Ágnes | Nessaj              | Sötét Nagyúr  | 2020. április 23.    |
| 33. | 9.  | Ádám           | Csaba            | Gundel Takács Gábor | Sötét Nagyúr  | 2020. május 7.       |
| 34. | 10. | Csonka András  | Balázs Andrea    | Varga Izabella      | Szövetségesek | 2020. május 21.      |
| 35. | 11. | Márk           | Bazska           | Kovács Áron         | Sötét Nagyúr  | 2020. június 11.     |
| 36. | 12. | Bálint         | Lévay Viktória   | Nessaj              | Szövetségesek | 2020. július 2.      |
| 37. | 13. | Pál Dénes      | Balázs           | Gundel Takács Gábor | Sötét Nagyúr  | 2020. július 23.     |
| 38. | 14. | Fruzsina       | Máté             | Varga Izabella      | Szövetségesek | 2020. augusztus 13.  |
| 39. | 15. | Balázs         | Péter            | Kovács Áron         | Szövetségesek | 2020. szeptember 3.  |
| 40. | 16. | Alexa          | Robi             | Nessaj              | Sötét Nagyaúr | 2020. szeptember 24. |
| 41. | 17. | Dezső          | András           | Gundel Takács Gábor | Szövetségesek | 2020. október 15.    |
| 42. | 18. | András         | Gábriel          | Varga Izabella      | Szövetségesek | 2020. november 5.    |
| 43. | 19. | Tamás          | Dani             | Kovács Áron         | Sötét Nagyaúr | 2020. november 26.   |
| 44. | 20. | Matyi          | Feco             | Nessaj              | Szövetségesek | 2020. december 17.   |

### Különkiadások
Nessaj a saját csatornájára is csinált néhány részt.
| #  | #  | Játékosok     | Játékosok                 | Műsorvezető  | Nyertes       | Premier             |
| #  | #  | Zöld          | Kék                       | Sötét Nagyúr | Nyertes       | Premier             |
| -- | -- | ------------- | ------------------------- | ------------ | ------------- | ------------------- |
| 1. | 1. | Kakasos       | Hirx                      | Nessaj       | Szövetségesek | 2019. augusztus 30. |
| 2. | 2. | Regi          | Muffin                    | Nessaj       | Szövetségesek | 2019. október 7.    |
| 3. | 3. | Haraszti Ádám | Gundel Takács Gábor       | Nessaj       | Sötét Nagyúr  | 2019. november 6.   |
| 4. | 4. | Lizy          | Anna                      | Nessaj       | Szövetségesek | 2019. december 2.   |
| 5. | 5. | Clau          | Azmo                      | Nessaj       | Sötét Nagyúr  | 2019. december 27.  |
| 6. | 6. | Kovács Áron   | Ujvári Zoltán Szilveszter | Nessaj       | Sötét Nagyúr  | 2020. február 21.   |
| 7. | 7. | Ekanem Bálint | Puskás Péter              | Nessaj       | Szövetségesek | 2020. március 16.   |
| 8. | 8. | Wagner Emil   | Vavra Bence               | Nessaj       | Sötét Nagyúr  | 2020. május 15.     |